# Perruche gracieuse
Platycercus venustus
Espèce
Statut de conservation UICN

 LC  : Préoccupation mineure
Statut CITES
La Perruche gracieuse (Platycercus venustus) ou Perruche de Brown, est une espèce d'oiseaux de la famille des Psittaculidae.

## Description
Cet oiseau est de couleur inhabituelle pour une espèce de ce genre, avec une couronne noire et des joues blanches comme ses parents la Perruche à tête pâle et la Perruche omnicolore.
Longue de 28 cm, c'est la plus petite de toutes les perruches de son genre après la Perruche à oreilles jaunes. Le front, la nuque et la couronne sont de couleur noire avec les joues blanches à reflets bleutés. Le dos et les plumes des ailes sont noirâtres bordées de jaune, tandis que les plumes du ventre, de la poitrine et du croupion sont de couleur jaune pâle bordées de noir donnant un aspect festonné. La longue queue est bleu-vert. Le bec est gris pâle et l'iris sombre. Les juvéniles sont semblables aux adultes mais plus ternes.

## Répartition
Son aire s'étend du Kimberley à travers les paysages de savane de la Terre d'Arnhem jusqu'au golfe de Carpentarie.

## Comportement
Ce n'est pas un oiseau grégaire, mais vivant en solitaire ou en couple.

## Nidification
Il niche en hiver dans un arbre creux, où la femelle pond de deux à quatre œufs.

## Captivité
En captivité, elle continue de pondre en hiver, ce qui n'est pas un problème en Australie mais est plus ennuyeux dans d'autres pays.

## Sous-espèces
Platycercus venustus aurait deux sous-espèces mais il n'y a pas de consensus sur ce sujet :
- Platycercus venustus venustus ;
- Platycercus venustus hilli.